# Danville (Indiana)
Danville is een plaats (town) in de Amerikaanse staat Indiana, en valt bestuurlijk gezien onder Hendricks County.

## Demografie
Bij de volkstelling in 2000 werd het aantal inwoners vastgesteld op 6418.
In 2006 is het aantal inwoners door het United States Census Bureau geschat op 7827, een stijging van 1409 (22,0%).

## Geografie
Volgens het United States Census Bureau beslaat de plaats een oppervlakte van
15,9 km², geheel bestaande uit land. Danville ligt op ongeveer 288 m boven zeeniveau.

## Plaatsen in de nabije omgeving
De onderstaande figuur toont nabijgelegen plaatsen in een straal van 16 km rond Danville.